# Monomotapa
Monomotapa (również Munhu mu tapa, Mwene Mutapa, Manhumutapa, Mutapa – „władca podbitych ziem i ludów”) – przedkolonialne państwo w Afryce Płd.-Wsch.

## Położenie
Stolicą państwa było Wielkie Zimbabwe. Terytorium w szczytowym okresie rozwoju obejmowało tereny dorzecza Zambezi i Limpopo położone na terytorium dzisiejszego Zimbabwe, Malawi, Zambii, zachodniego Mozambiku i wschodniej Angoli.

## Historia
Państwo powstało w X-XIII wieku. Następnie podbijało kolejne terytoria Afryki Płd.-Wsch. Okres największego rozkwitu przypada na XIV-XV wiek. Od czasu kontaktów handlowych z kupcami portugalskimi następował stopniowy spadek znaczenia państwa w regionie. W 1693 po najeździe ludu Rozwi doszło do rozpadu państwa. Od XVIII wieku postępował sukcesywny upadek państwowości.
Obecnie większość archeologów zgadza się, że budowle Wielkiego Zimbabwe wznieśli przodkowie dzisiejszych plemion Szona, założycieli wczesnoafrykańskiego, średniowiecznego imperium Monomotapa, które swój okres świetności przeżywało w X-XIII wieku, a upadek w XV wieku, gdy w Afryce pojawili się przybysze z Europy – Portugalczycy.